# Reuniunea
„Reuniunea” sau „Reîntâlnirea”  (engleză: Reunion) este o povestire științifico-fantastică scrisă de autorul britanic Arthur C. Clarke.  A apărut inițial în antologia Infinity Two din 1971 editată de Robert Hoskins și publicată de Lancer Books. „Reuniunea” a mai fost publicată în colecția de povestiri The Wind from the Sun (1972).
În limba română a fost tradusă în 1991 de  Stelian Chițacu și Szatmari Zolt și a apărut în antologia Ultimul răspuns la Editura Bit.  A mai fost tradusă de Mihai-Dan Pavelescu  și a apărut în colecția de povestiri Lumina întunericului din 2002 în Colecția Sci-Fi a Editurii Teora.

## Prezentare
Diferitele scenarii ale povestirii prezintă reîntâlnirea dintre Clindar și rasa umană care a evoluat din oamenii-maimuță găsiți de acesta pe Pământ în cursul expediției relatate în "Fantastica întâlnire din zori".

## Vezi și
- Listă cu povestirile lui Arthur C. Clarke traduse în limba română